# Marie-Agnes Strack-Zimmermann
Marie-Agnes Strack-Zimmermann z domu Jahn (ur. 10 marca 1958 w Düsseldorfie) – niemiecka działaczka polityczna i samorządowa, wiceprzewodnicząca Wolnej Partii Demokratycznej (FDP), deputowana do Bundestagu, posłanka do Parlamentu Europejskiego X kadencji.

## Życiorys
W latach 1978–1983 studiowała dziennikarstwo, nauki polityczne i germanistykę na Uniwersytecie Ludwika i Maksymiliana w Monachium, uzyskując magisterium. Doktoryzowała się w 1986. Pracowała jako przedstawicielka wydającej książki dla młodzieży firmy Tessloff.
W 1990 wstąpiła do Wolnej Partii Demokratycznej. Od 1999 zasiadała w radzie jednego z dystryktów Düsseldorfu, od 2004 wchodziła w skład rady miejskiej stolicy NRW. Przez kilka lat przewodniczyła frakcji radnych FDP. W latach 2008–2014 była pierwszą zastępczynią burmistrza Düsseldorfu. Od 2013 do 2019 zajmowała stanowisko wiceprzewodniczącej swojego ugrupowania.
W 2017 uzyskała mandat deputowanej do Bundestagu. W wyborach w 2021 z powodzeniem ubiegała się o reelekcję. W 2024 była liderką listy liberałów w wyborach europejskich, została wówczas wybrana na europosłankę X kadencji.

## Odznaczenia
- Order „Za zasługi” III klasy (Ukraina, 2024)[5]